# Cedar Falls (Iowa)
Cedar Falls es una ciudad situada en el condado de Black Hawk, en el estado de Iowa, Estados Unidos. Según el censo de 2010 tenía una población de 39.260 habitantes.

## Geografía
Según la Oficina del Censo de los Estados Unidos, la localidad tiene un área total de 76,67 km², de los cuales 74,46 km² corresponden a tierra firme y el restante 2,21 km² a agua, que representa el 2,88% de la superficie total de la localidad.

## Demografía
Según el censo de 2010, había 39260 personas residiendo en la localidad. La densidad de población era de 512,06 hab./km². Había 15477 viviendas con una densidad media de 201,87 viviendas/km². El 93,35% de los habitantes eran blancos, el 2,07% afroamericanos, el 0,15% amerindios, el 2,26% asiáticos, el 0,49% de otras razas, y el 1,67% pertenecía a dos o más razas. El 1,96% de la población eran hispanos o latinos de cualquier raza.